# Gofriera

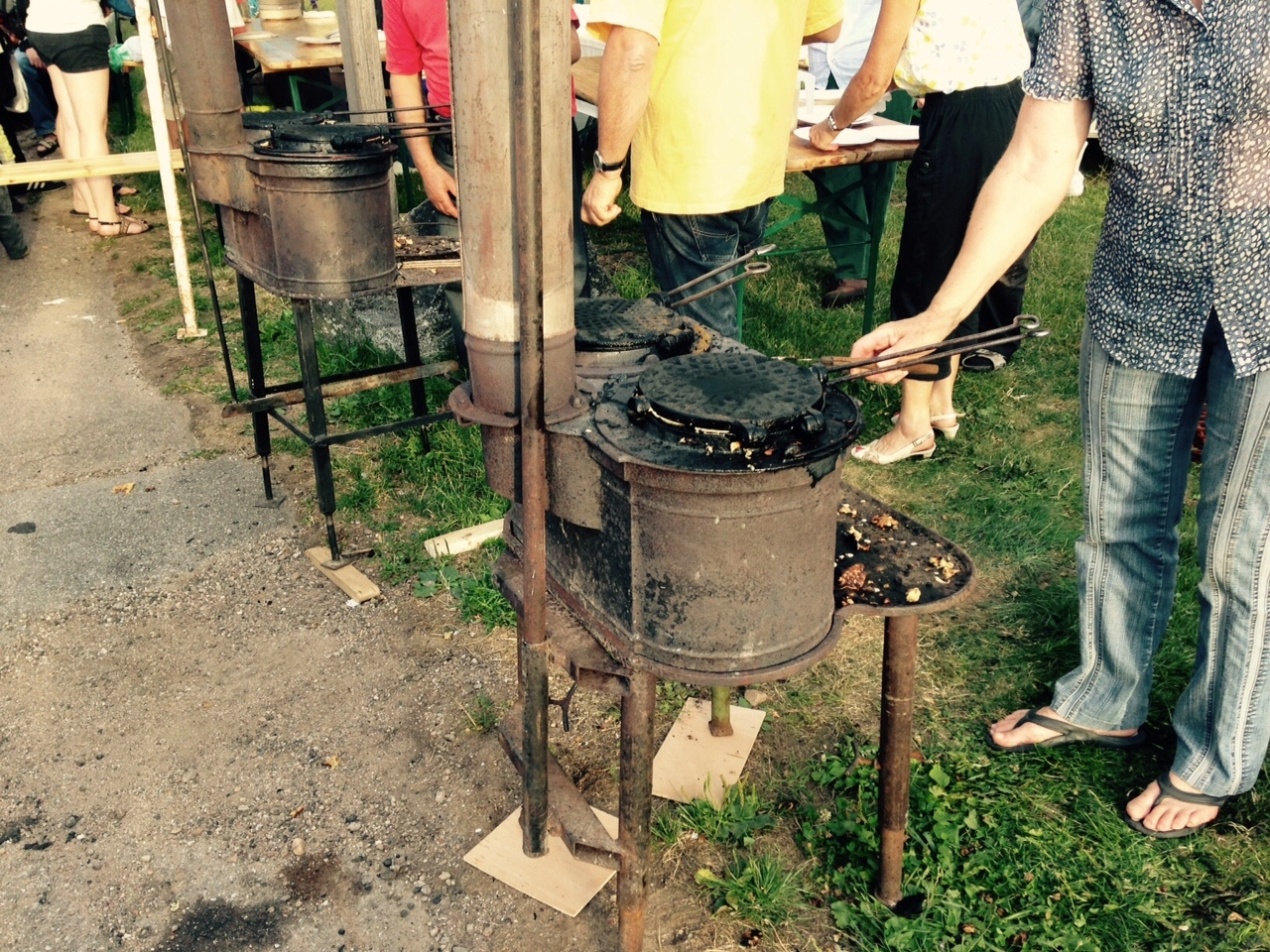
Gofriere su fornelli a legna in Francia

La gofriera è uno strumento utilizzato principalmente nel settore alimentare per produrre i gofri.
Sono essenzialmente delle padelle composte da due piastre, ad esempio in ghisa, lavorate in bassorilievo tra cui viene fatta colare una pastella alimentare per essere poi cotta sul fuoco ruotando la gofriera in modo tale che entrambe le piastre siano riscaldate in modo uniforme.
Le gofriere nascono nel Medioevo per produrre le ostie.
Un particolare adattamento delle gofriere le porta a essere utilizzate anche nell'industria tessile per lo stampaggio a rilievo dei tessuti.